# Serie A 1921-1922
L'edizione 1921-1922 della Serie A svizzera vide la vittoria finale del Servette FC Genève.

## Formula
Partecipano 24 squadre suddivise in tre gironi all'italiana composti da 8 squadre ciascuno.
Due punti alla vittoria, un punto al pareggio, zero punti alla sconfitta.
In caso di pari merito al primo posto in classifica si procede ad uno o più spareggi.

Lo spareggio è previsto anche per evitare l'ingresso agli spareggi retrocessione (ultimo posto in classifica).
Le squadre vincenti di ciascun girone si affrontano in una fase finale composta da un girone a tre squadre per stabilire la squadra campione del campionato.
Le ultime squadre classificate di ogni girone affrontano le tre squadre pretendenti alla promozione provenienti dal campionato "Serie Promozione", per stabilire le promozioni o retrocessioni.

## Girone Est

### Squadre partecipanti
| Club              | Stagione | Città      | Stadio                | Stagione 1920-1921      |
| ----------------- | -------- | ---------- | --------------------- | ----------------------- |
| Blue Stars Zurigo | dettagli | Zurigo     | Sportanlage Hardhof   | 4º posto nel Girone Est |
| Brühl             | dettagli | San Gallo  | Stadio Espenmoos      | 8º posto del Gruppo Est |
| Grasshoppers      | dettagli | Zurigo     | Stadio Letzigrund     | 1º posto nel Girone Est |
| Neumünster        | dettagli | Neumunster | Sportplaz Witikon     | 6º posto nel Girone Est |
| San Gallo         | dettagli | San Gallo  | Stadio Espenmoos      | 5º posto nel Girone Est |
| Winterthur        | dettagli | Winterthur | Stadion Schützenwiese | 2º posto nel Girone Est |
| Young Fellows     | dettagli | Zurigo     | Förrlibuck            | 7º posto nel Girone Est |
| Zurigo            | dettagli | Zurigo     | Stadio Letzigrund     | 3º posto nel Girone Est |

#### Classifica finale
|  | Pos. | Squadra           | Pt | G  | V  | N | P | GF | GS | DR  |
|  | ---- | ----------------- | -- | -- | -- | - | - | -- | -- | --- |
|  | 1.   | Blue Stars Zurigo | 21 | 14 | 10 | 1 | 3 | 27 | 11 | +16 |
|  | 2.   | Grasshoppers      | 20 | 14 | 9  | 2 | 3 | 37 | 20 | +17 |
|  | 3.   | Zurigo            | 14 | 14 | 6  | 2 | 6 | 26 | 23 | +3  |
|  | 4.   | San Gallo         | 14 | 14 | 5  | 4 | 5 | 26 | 24 | +2  |
|  | 5.   | Young Fellows     | 12 | 14 | 4  | 4 | 6 | 19 | 25 | -6  |
|  | 6.   | Brühl             | 11 | 14 | 5  | 1 | 8 | 19 | 34 | -15 |
|  | 7.   | Winterthur        | 10 | 14 | 3  | 4 | 7 | 16 | 25 | -9  |
|  | 7.   | Neumünster        | 10 | 14 | 3  | 4 | 7 | 15 | 23 | -8  |

Legenda:

      Ammesso alla fase finale per il titolo di campione di Svizzera.
 Va allo spareggio salvezza.
Note:

Due punti a vittoria, uno a pareggio, zero a sconfitta.
Spareggio previsto anche per squadre a pari punti in zona retrocessione/spareggi.

#### Spareggio salvezza
- S'incontrano le due squadre arrivate all'ultimo posto a pari punti.

|            | Risultato |            | Luogo e data           |  |
| ---------- | --------- | ---------- | ---------------------- |  |
| Winterthur | 1 - 0     | Neumünster | Zurigo, 14 maggio 1922 |  |
|            |           |            |                        |  |

### Risultati

#### Tabellone
|               | BLS  | BRU  | GRA  | NEU  | SGA  | WIN  | YFE  | ZUR  |
| ------------- | ---- | ---- | ---- | ---- | ---- | ---- | ---- | ---- |
| Blue Stars    | –––– | 2-0  | 4-0  | 1-0  | 4-0  | 1-0  | 1-1  | 5-2  |
| Brühl         | 2-0  | –––– | 1-4  | 3-1  | 0-3  | 0-1  | 3-2  | 2-1  |
| Grasshoppers  | 0-1  | 7-0  | –––– | 3-1  | 3-2  | 3-2  | 5-0  | 3-2  |
| Neumünster    | 2-0  | 0-3  | 1-1  | –––– | 2-3  | 2-3  | 1-1  | 0-2  |
| San Gallo     | 2-0  | 3-3  | 1-2  | 0-0  | –––– | 5-0  | 1-2  | 2-2  |
| Winterthur    | 1-3  | 2-0  | 2-2  | 1-2  | 1-1  | –––– | 0-0  | 2-2  |
| Young Fellows | 1-2  | 4-2  | 3-1  | 2-2  | 1-3  | 1-0  | –––– | 0-1  |
| Zurigo        | 0-3  | 4-0  | 0-3  | 0-1  | 4-0  | 3-1  | 3-1  | –––– |

#### Calendario
| andata (1ª) | andata (1ª) | 1ª giornata             | ritorno (8ª) | ritorno (8ª) |
|             |             |                         |              |              |
| 25 set.     | 4-0         | Blue Stars-Grasshoppers | 1-0          | 19 mar.      |
| 25 set.     | 3-2         | Bruhl-Young Fellows     | 2-4          | 29 gen.      |
| 25 set.     | 2-3         | Neumunster-San Gallo    | 0-0          | 4 dic.       |
| 25 set.     | 2-2         | Winterthur-Zurigo       | 1-3          | 23 apr.      |

| andata (2ª) | andata (2ª) | 2ª giornata              | ritorno (9ª) | ritorno (9ª) |  |
|             |             |                          |              |              |  |
| 2 ott.      | 1-2         | San Gallo-Grasshoppers   | 2-3          | 19 feb.      |  |
| 2 ott.      | 1-2         | Winterthur-Neumunster    | 3-2          | 19 mar.      |  |
| 2 ott.      | 1-2         | Young Fellows-Blue Stars | 1-1          | 30 apr.      |  |
| 2 ott.      | 4-0         | Zurigo-Bruhl             | 1-2          | 30 apr.      |  |

| andata (1ª) | andata (1ª) | 1ª giornata             | ritorno (8ª) | ritorno (8ª) |
|             |             |                         |              |              |
| 25 set.     | 4-0         | Blue Stars-Grasshoppers | 1-0          | 19 mar.      |
| 25 set.     | 3-2         | Bruhl-Young Fellows     | 2-4          | 29 gen.      |
| 25 set.     | 2-3         | Neumunster-San Gallo    | 0-0          | 4 dic.       |
| 25 set.     | 2-2         | Winterthur-Zurigo       | 1-3          | 23 apr.      |

| andata (2ª) | andata (2ª) | 2ª giornata              | ritorno (9ª) | ritorno (9ª) |  |
|             |             |                          |              |              |  |
| 2 ott.      | 1-2         | San Gallo-Grasshoppers   | 2-3          | 19 feb.      |  |
| 2 ott.      | 1-2         | Winterthur-Neumunster    | 3-2          | 19 mar.      |  |
| 2 ott.      | 1-2         | Young Fellows-Blue Stars | 1-1          | 30 apr.      |  |
| 2 ott.      | 4-0         | Zurigo-Bruhl             | 1-2          | 30 apr.      |  |

| andata (3ª) | andata (3ª) | 3ª giornata             | ritorno (10ª) | ritorno (10ª) |
|             |             |                         |               |               |
| 9 ott.      | 3-3         | San Gallo-Bruhl         | 3-0           | 23 apr.       |
| 20 nov.     | 3-1         | Grasshoppers-Neumunster | 1-1           | 23 apr.       |
| 27 nov.     | 1-3         | Winterthur-Blue Stars   | 0-1           | 26 mar.       |
| 27 nov.     | 1-3         | Young Fellows-Zurigo    | 0-1           | 18 dic.       |

| andata (4ª) | andata (4ª) | 4ª giornata              | ritorno (11ª) | ritorno (11ª) |
|             |             |                          |               |               |
| 16 ott.     | 2-0         | San Gallo-Blue Stars     | 0-4           | 11 dic.       |
| 16 ott.     | 2-0         | Winterthur-Bruhl         | 1-0           | 5 mar.        |
| 16 ott.     | 1-1         | Young Fellows-Neumunster | 2-2           | 19 feb.       |
| 16 ott.     | 2-3         | Zurigo-Grasshoppers      | 0-3           | 2 apr.        |

| andata (3ª) | andata (3ª) | 3ª giornata             | ritorno (10ª) | ritorno (10ª) |
|             |             |                         |               |               |
| 9 ott.      | 3-3         | San Gallo-Bruhl         | 3-0           | 23 apr.       |
| 20 nov.     | 3-1         | Grasshoppers-Neumunster | 1-1           | 23 apr.       |
| 27 nov.     | 1-3         | Winterthur-Blue Stars   | 0-1           | 26 mar.       |
| 27 nov.     | 1-3         | Young Fellows-Zurigo    | 0-1           | 18 dic.       |

| andata (4ª) | andata (4ª) | 4ª giornata              | ritorno (11ª) | ritorno (11ª) |
|             |             |                          |               |               |
| 16 ott.     | 2-0         | San Gallo-Blue Stars     | 0-4           | 11 dic.       |
| 16 ott.     | 2-0         | Winterthur-Bruhl         | 1-0           | 5 mar.        |
| 16 ott.     | 1-1         | Young Fellows-Neumunster | 2-2           | 19 feb.       |
| 16 ott.     | 2-3         | Zurigo-Grasshoppers      | 0-3           | 2 apr.        |

| andata (5ª) | andata (5ª) | 5ª giornata                | ritorno (12ª) | ritorno (12ª) |
|             |             |                            |               |               |
| 23 ott.     | 0-2         | Neumünster-Zurigo          | 1-0           | 7 mag.        |
| 23 ott.     | 5-0         | San Gallo-Winterthur       | 1-1           | 18 dic.       |
| 4 dic.      | 1-0         | Blue Stars-Bruhl           | 1-2           | 12 mar.       |
| 4 dic.      | 5-0         | Grasshoppers-Young Fellows | 1-3           | 5 mar.        |

| andata (6ª) | andata (6ª) | 6ª giornata             | ritorno (13ª) | ritorno (13ª) |
|             |             |                         |               |               |
| 9 ott.      | 3-2         | Grasshoppers-Winterthur | 2-2           | 29 gen.       |
| 30 ott.     | 3-1         | Bruhl-Neumunster        | 3-0           | 12 feb.       |
| 30 ott.     | 1-3         | Young Fellows-San Gallo | 2-1           | 19 mar.       |
| 13 nov.     | 2-5         | Zurigo-Blue Stars       | 0-3           | 5 mar.        |

| andata (5ª) | andata (5ª) | 5ª giornata                | ritorno (12ª) | ritorno (12ª) |
|             |             |                            |               |               |
| 23 ott.     | 0-2         | Neumünster-Zurigo          | 1-0           | 7 mag.        |
| 23 ott.     | 5-0         | San Gallo-Winterthur       | 1-1           | 18 dic.       |
| 4 dic.      | 1-0         | Blue Stars-Bruhl           | 1-2           | 12 mar.       |
| 4 dic.      | 5-0         | Grasshoppers-Young Fellows | 1-3           | 5 mar.        |

| andata (6ª) | andata (6ª) | 6ª giornata             | ritorno (13ª) | ritorno (13ª) |
|             |             |                         |               |               |
| 9 ott.      | 3-2         | Grasshoppers-Winterthur | 2-2           | 29 gen.       |
| 30 ott.     | 3-1         | Bruhl-Neumunster        | 3-0           | 12 feb.       |
| 30 ott.     | 1-3         | Young Fellows-San Gallo | 2-1           | 19 mar.       |
| 13 nov.     | 2-5         | Zurigo-Blue Stars       | 0-3           | 5 mar.        |

| \| andata (7ª) \| andata (7ª) \| 7ª giornata \| ritorno (14ª) \| ritorno (14ª) \| \| \| \| \| \| \| \| 9 ott. \| 1-0 \| Blue Stars-Neumunster \| 0-2 \| 18 dic. \| \| 13 nov. \| 1-4 \| Bruhl-Grasshoppers \| 0-7 \| 15 gen. \| \| 20 nov. \| 2-2 \| San Gallo-Zurigo \| 0-4 \| 12 mar. \| \| 20 nov. \| 1-0 \| Young Fellows-Winterthur \| 0-0 \| 12 mar. \| |             |                          |               |               |
| andata (7ª) | andata (7ª) | 7ª giornata              | ritorno (14ª) | ritorno (14ª) |
| |             |                          |               |               |
| 9 ott. | 1-0         | Blue Stars-Neumunster    | 0-2           | 18 dic.       |
| 13 nov. | 1-4         | Bruhl-Grasshoppers       | 0-7           | 15 gen.       |
| 20 nov. | 2-2         | San Gallo-Zurigo         | 0-4           | 12 mar.       |
| 20 nov. | 1-0         | Young Fellows-Winterthur | 0-0           | 12 mar.       |

| andata (7ª) | andata (7ª) | 7ª giornata              | ritorno (14ª) | ritorno (14ª) |
|             |             |                          |               |               |
| 9 ott.      | 1-0         | Blue Stars-Neumunster    | 0-2           | 18 dic.       |
| 13 nov.     | 1-4         | Bruhl-Grasshoppers       | 0-7           | 15 gen.       |
| 20 nov.     | 2-2         | San Gallo-Zurigo         | 0-4           | 12 mar.       |
| 20 nov.     | 1-0         | Young Fellows-Winterthur | 0-0           | 12 mar.       |

## Girone centro

### Squadre partecipanti
| Club             | Stagione | Città   | Stadio                | Stagione 1920-1921           |
| ---------------- | -------- | ------- | --------------------- | ---------------------------- |
| Aarau            | dettagli | Aarau   | Stadion Brügglifeld   | 6º posto nel Girone Centrale |
| Basilea          | dettagli | Basilea | St. Jakob-Park        | 7º posto del Gruppo Centrale |
| Berna            | dettagli | Berna   | Stadion Neufeld       | 5º posto nel Girone Ovest    |
| Bienne           | dettagli | Bienna  | Stadion Gurzelen      | 3º posto nel Girone Centrale |
| Lucerna          | dettagli | Lucerna | Stadion Allmend       | 8º posto nel Girone Centrale |
| Nordstern        | dettagli | Basilea | Sportanlagen Rankhof  | 4º posto nel Girone Centrale |
| Old Boys Basilea | dettagli | Basilea | Stadion Schützenmatte | 2º posto nel Girone Centrale |
| Young Boys       | dettagli | Berna   | Stadio Wankdorf       | 1º posto nel Girone Ovest    |

#### Classifica finale
|  | Pos. | Squadra          | Pt | G  | V | N | P | GF | GS | DR |
|  | ---- | ---------------- | -- | -- | - | - | - | -- | -- | -- |
|  | 1.   | Lucerna          | 20 | 14 | 8 | 4 | 2 | 26 | 19 | +7 |
|  | 2.   | Bienne           | 16 | 14 | 6 | 4 | 4 | 24 | 23 | +1 |
|  | 3.   | Basilea          | 15 | 14 | 6 | 3 | 5 | 20 | 21 | +1 |
|  | 4.   | Young Boys       | 14 | 14 | 5 | 4 | 5 | 25 | 17 | +8 |
|  | 5.   | Nordstern        | 14 | 14 | 6 | 2 | 6 | 18 | 22 | -4 |
|  | 6.   | Berna            | 12 | 14 | 5 | 2 | 7 | 22 | 21 | +1 |
|  | 7.   | Aarau            | 12 | 14 | 3 | 6 | 5 | 14 | 17 | -3 |
|  | 8.   | Old Boys Basilea | 9  | 14 | 2 | 5 | 7 | 14 | 23 | -9 |

Legenda:

      Ammesso alla fase finale per il titolo di campione di Svizzera.
 Va agli spareggi per la retrocessione/promozione.
Note:

Due punti a vittoria, uno a pareggio, zero a sconfitta.

### Risultati

#### Tabellone
|            | AAR  | BAS  | BER  | BIE  | LUC  | NOR  | OLB  | YBO  |
| ---------- | ---- | ---- | ---- | ---- | ---- | ---- | ---- | ---- |
| Aarau      | –––– | 2-1  | 1-0  | 2-2  | 1-1  | 1-1  | 0-0  | 0-3  |
| Basilea    | 2-1  | –––– | 4-3  | 1-0  | 3-1  | 1-0  | 0-2  | 1-3  |
| Berna      | 1-0  | 0-1  | –––– | 2-3  | 2-2  | 4-0  | 1-0  | 3-2  |
| Bienne     | 0-3  | 1-1  | 2-1  | –––– | 1-2  | 3-2  | 4-0  | 0-0  |
| Lucerna    | 1-0  | 2-2  | 3-2  | 3-0  | –––– | 1-0  | 2-1  | 3-2  |
| Nordstern  | 3-1  | 3-2  | 2-0  | 2-3  | 1-0  | –––– | 2-1  | 1-0  |
| Old Boys   | 1-1  | 2-0  | 1-3  | 2-2  | 3-3  | 0-0  | –––– | 1-2  |
| Young Boys | 1-1  | 1-1  | 0-0  | 2-3  | 1-2  | 5-1  | 3-0  | –––– |

#### Calendario
| andata (1ª) | andata (1ª) | 1ª giornata          | ritorno (8ª) | ritorno (8ª) |
|             |             |                      |              |              |
| 25 set.     | 1-1         | Bienna-Basilea       | 0-1          | 19 feb.      |
| 25 set.     | 3-2         | Lucerna-Berna        | 2-2          | 9 apr.       |
| 25 set.     | 1-1         | Old Boys-Aarau       | 0-0          | 4 dic.       |
| 25 set.     | 5-1         | Young Boys-Nordstern | 0-1          | 12 mar.      |

| andata (2ª) | andata (2ª) | 2ª giornata        | ritorno (9ª) | ritorno (9ª) |
|             |             |                    |              |              |
| 2 ott.      | 2-2         | Aarau-Bienna       | 3-0          | 15 gen.      |
| 2 ott.      | 2-3         | Basilea-Nordstern  | 1-0          | 15 gen.      |
| 2 ott.      | 1-0         | Berna-Old Boys     | 3-1          | 5 mar.       |
| 2 ott.      | 3-2         | Lucerna-Young Boys | 2-1          | 15 gen.      |

| andata (1ª) | andata (1ª) | 1ª giornata          | ritorno (8ª) | ritorno (8ª) |
|             |             |                      |              |              |
| 25 set.     | 1-1         | Bienna-Basilea       | 0-1          | 19 feb.      |
| 25 set.     | 3-2         | Lucerna-Berna        | 2-2          | 9 apr.       |
| 25 set.     | 1-1         | Old Boys-Aarau       | 0-0          | 4 dic.       |
| 25 set.     | 5-1         | Young Boys-Nordstern | 0-1          | 12 mar.      |

| andata (2ª) | andata (2ª) | 2ª giornata        | ritorno (9ª) | ritorno (9ª) |
|             |             |                    |              |              |
| 2 ott.      | 2-2         | Aarau-Bienna       | 3-0          | 15 gen.      |
| 2 ott.      | 2-3         | Basilea-Nordstern  | 1-0          | 15 gen.      |
| 2 ott.      | 1-0         | Berna-Old Boys     | 3-1          | 5 mar.       |
| 2 ott.      | 3-2         | Lucerna-Young Boys | 2-1          | 15 gen.      |

| andata (3ª) | andata (3ª) | 3ª giornata        | ritorno (10ª) | ritorno (10ª) |
|             |             |                    |               |               |
| 9 ott.      | 2-1         | Bienna-Berna       | 3-2           | 29 gen.       |
| 9 ott.      | 1-1         | Young Boys-Aarau   | 3-0           | 18 dic.       |
| 20 nov.     | 0-0         | Old Boys-Nordstern | 1-2           | 23 apr.       |
| 27 nov.     | 3-1         | Basilea-Lucerna    | 2-2           | 12 mar.       |

| andata (4ª) | andata (4ª) | 4ª giornata      | ritorno (11ª) | ritorno (11ª) |
|             |             |                  |               |               |
| 16 ott.     | 1-2         | Aarau-Basilea    | 1-2           | 19 mar.       |
| 16 ott.     | 2-1         | Lucerna-Old Boys | 3-3           | 2 apr.        |
| 16 ott.     | 1-2         | Nordstern-Bienna | 2-3           | 11 dic.       |
| 16 ott.     | 3-2         | Berna-Young Boys | 0-0           | 2 apr.        |

| andata (3ª) | andata (3ª) | 3ª giornata        | ritorno (10ª) | ritorno (10ª) |
|             |             |                    |               |               |
| 9 ott.      | 2-1         | Bienna-Berna       | 3-2           | 29 gen.       |
| 9 ott.      | 1-1         | Young Boys-Aarau   | 3-0           | 18 dic.       |
| 20 nov.     | 0-0         | Old Boys-Nordstern | 1-2           | 23 apr.       |
| 27 nov.     | 3-1         | Basilea-Lucerna    | 2-2           | 12 mar.       |

| andata (4ª) | andata (4ª) | 4ª giornata      | ritorno (11ª) | ritorno (11ª) |
|             |             |                  |               |               |
| 16 ott.     | 1-2         | Aarau-Basilea    | 1-2           | 19 mar.       |
| 16 ott.     | 2-1         | Lucerna-Old Boys | 3-3           | 2 apr.        |
| 16 ott.     | 1-2         | Nordstern-Bienna | 2-3           | 11 dic.       |
| 16 ott.     | 3-2         | Berna-Young Boys | 0-0           | 2 apr.        |

| andata (5ª) | andata (5ª) | 5ª giornata         | ritorno (12ª) | ritorno (12ª) |  |
|             |             |                     |               |               |  |
| 23 ott.     | 1-1         | Aarau-Nordstern     | 1-3           | 21 mag.       |  |
| 23 ott.     | 0-1         | Berna-Basilea       | 3-4           | 25 mag.       |  |
| 23 ott.     | 1-2         | Bienna-Lucerna      | 0-3           | 19 mar.       |  |
| 23 ott.     | 1-2         | Old Boys-Young Boys | 0-3           | 19 mar.       |  |

| andata (6ª) | andata (6ª) | 6ª giornata       | ritorno (13ª) | ritorno (13ª) |
|             |             |                   |               |               |
| 30 ott.     | 1-0         | Lucerna-Aarau     | 1-1           | 23 apr.       |
| 27 nov.     | 2-3         | Young Boys-Bienna | 0-0           | 23 apr.       |
| 4 dic.      | 2-0         | Nordstern-Berna   | 0-4           | 18 dic.       |
| 11 dic.     | 0-2         | Basilea-Old Boys  | 0-2           | 14 mag.       |

| andata (5ª) | andata (5ª) | 5ª giornata         | ritorno (12ª) | ritorno (12ª) |  |
|             |             |                     |               |               |  |
| 23 ott.     | 1-1         | Aarau-Nordstern     | 1-3           | 21 mag.       |  |
| 23 ott.     | 0-1         | Berna-Basilea       | 3-4           | 25 mag.       |  |
| 23 ott.     | 1-2         | Bienna-Lucerna      | 0-3           | 19 mar.       |  |
| 23 ott.     | 1-2         | Old Boys-Young Boys | 0-3           | 19 mar.       |  |

| andata (6ª) | andata (6ª) | 6ª giornata       | ritorno (13ª) | ritorno (13ª) |
|             |             |                   |               |               |
| 30 ott.     | 1-0         | Lucerna-Aarau     | 1-1           | 23 apr.       |
| 27 nov.     | 2-3         | Young Boys-Bienna | 0-0           | 23 apr.       |
| 4 dic.      | 2-0         | Nordstern-Berna   | 0-4           | 18 dic.       |
| 11 dic.     | 0-2         | Basilea-Old Boys  | 0-2           | 14 mag.       |

| \| andata (7ª) \| andata (7ª) \| 7ª giornata \| ritorno (14ª) \| ritorno (14ª) \| \| \| \| \| \| \| \| 13 nov. \| 4-0 \| Bienna-Old Boys \| 2-2 \| 18 dic. \| \| 13 nov. \| 1-0 \| Nordstern-Lucerna \| 0-1 \| 5 mar. \| \| 20 nov. \| 1-0 \| Aarau-Berna \| 0-1 \| 11 dic. \| \| 20 nov. \| 1-1 \| Young Boys-Basilea \| 3-1 \| 9 apr. \| |             |                    |               |               |
| andata (7ª) | andata (7ª) | 7ª giornata        | ritorno (14ª) | ritorno (14ª) |
| |             |                    |               |               |
| 13 nov. | 4-0         | Bienna-Old Boys    | 2-2           | 18 dic.       |
| 13 nov. | 1-0         | Nordstern-Lucerna  | 0-1           | 5 mar.        |
| 20 nov. | 1-0         | Aarau-Berna        | 0-1           | 11 dic.       |
| 20 nov. | 1-1         | Young Boys-Basilea | 3-1           | 9 apr.        |

| andata (7ª) | andata (7ª) | 7ª giornata        | ritorno (14ª) | ritorno (14ª) |
|             |             |                    |               |               |
| 13 nov.     | 4-0         | Bienna-Old Boys    | 2-2           | 18 dic.       |
| 13 nov.     | 1-0         | Nordstern-Lucerna  | 0-1           | 5 mar.        |
| 20 nov.     | 1-0         | Aarau-Berna        | 0-1           | 11 dic.       |
| 20 nov.     | 1-1         | Young Boys-Basilea | 3-1           | 9 apr.        |

## Girone Ovest

### Squadre partecipanti
| Club               | Stagione | Città             | Stadio                 | Stagione 1920-1921           |
| ------------------ | -------- | ----------------- | ---------------------- | ---------------------------- |
| Cantonal Neuchâtel | dettagli | Neuchâtel         | Stadio Cantonal        | 2º posto del Gruppo Ovest    |
| Étoile-Sporting    | dettagli | La Chaux-de-Fonds | Les Foulets            | 4º posto nel Girone Ovest    |
| Friburgo           | dettagli | Friborgo          | Stadio Saint-Léonard   | 5º posto nel Girone Ovest    |
| FC Ginevra         | dettagli | Ginevra           | Stadio Frontenex       | 7º posto nel Girone Ovest    |
| La Chaux-de-Fonds  | dettagli | La Chaux-de-Fonds | Stadio di la Charrière | 3º posto nel Girone Centrale |
| Montreux-Sports    | dettagli | Montreux          | Stade de Chailly       | 8º posto nel Girone Ovest    |
| Montriond Lausanne | dettagli | Losanna           | Stade de la Pontaise   | 6º posto nel Girone Ovest    |
| Servette           | dettagli | Ginevra           | Stade des Charmilles   | 1º posto nel Girone Ovest    |

#### Classifica finale
|  | Pos. | Squadra            | Pt | G  | V | N | P | GF | GS | DR  |
|  | ---- | ------------------ | -- | -- | - | - | - | -- | -- | --- |
|  | 1.   | Servette           | 22 | 14 | 8 | 6 | 0 | 28 | 10 | +18 |
|  | 2.   | La Chaux-de-Fonds  | 17 | 14 | 8 | 1 | 5 | 29 | 22 | +7  |
|  | 3.   | Losanna            | 16 | 14 | 7 | 2 | 5 | 24 | 16 | +8  |
|  | 4.   | Montreux-Sports    | 14 | 14 | 6 | 2 | 6 | 23 | 28 | -5  |
|  | 5.   | Cantonal Neuchâtel | 13 | 14 | 5 | 3 | 6 | 36 | 26 | +10 |
|  | 6.   | Étoile-Sporting    | 13 | 14 | 5 | 3 | 6 | 23 | 20 | +3  |
|  | 7.   | Ginevra            | 8  | 14 | 1 | 7 | 6 | 19 | 37 | -18 |
|  | 7.   | Friburgo           | 8  | 14 | 3 | 2 | 9 | 13 | 36 | -20 |

Legenda:

      Ammesso alla fase finale per il titolo di campione di Svizzera.
 Va allo spareggio salvezza.
Note:

Due punti a vittoria, uno a pareggio, zero a sconfitta.
Spareggio previsto anche per squadre a pari punti in zona retrocessione/spareggi.

#### Tabellone
|                   | CAN  | ETO  | FRI  | GIN  | LCF  | LOS  | MON  | SER  |
| ----------------- | ---- | ---- | ---- | ---- | ---- | ---- | ---- | ---- |
| Cantonal          | –––– | 2-1  | 1-1  | 10-1 | 3-0  | 1-3  | 2-3  | 1-1  |
| Étoile-Sporting   | 4-1  | –––– | 5-1  | 0-0  | 1-2  | 1-0  | 4-1  | 1-1  |
| Friborgo          | 2-1  | 3-1  | –––– | 2-2  | 1-7  | 0-2  | 0-3  | 0-2  |
| Ginevra           | 3-6  | 1-3  | 4-0  | –––– | 0-3  | 1-1  | 1-3  | 1-4  |
| La Chaux-de-Fonds | 3-2  | 3-0  | 3-0  | 2-2  | –––– | 2-1  | 3-0  | 0-1  |
| Losanna           | 2-1  | 3-0  | 1-0  | 1-1  | 4-1  | –––– | 3-0  | 1-2  |
| Montreux-Sports   | 1-4  | 2-0  | 1-2  | 1-1  | 3-0  | 3-2  | –––– | 1-1  |
| Servette          | 1-1  | 2-2  | 3-1  | 1-1  | 3-0  | 3-0  | 3-0  | –––– |

### Calendario
| andata (1ª) | andata (1ª) | 1ª giornata               | ritorno (8ª) | ritorno (8ª) |
|             |             |                           |              |              |
| 25 set.     | 0-2         | Friborgo-Servette         | 1-3          | 11 dic.      |
| 25 set.     | 1-3         | Ginevra-Etoile            | 0-0          | 14 mag.      |
| 25 set.     | 4-1         | Losanna-La Chaux de Fonds | 1-2          | 4 dic.       |
| 16 ott.     | 1-4         | Montreux-Cantonal         | 3-2          | 15 gen.      |

| andata (2ª) | andata (2ª) | 2ª giornata                | ritorno (9ª) | ritorno (9ª) |
|             |             |                            |              |              |
| 2 ott.      | 1-0         | Etoile-Losanna             | 0-3          | 15 gen.      |
| 2 ott.      | 1-7         | Friborgo-La Chaux de Fonds | 0-3          | 28 mag.      |
| 2 ott.      | 3-0         | Servette-Montreux          | 1-1          | 18 dic.      |
| 23 ott.     | 3-6         | Ginevra-Cantonal           | 1-10         | 11 dic.      |

| andata (1ª) | andata (1ª) | 1ª giornata               | ritorno (8ª) | ritorno (8ª) |
|             |             |                           |              |              |
| 25 set.     | 0-2         | Friborgo-Servette         | 1-3          | 11 dic.      |
| 25 set.     | 1-3         | Ginevra-Etoile            | 0-0          | 14 mag.      |
| 25 set.     | 4-1         | Losanna-La Chaux de Fonds | 1-2          | 4 dic.       |
| 16 ott.     | 1-4         | Montreux-Cantonal         | 3-2          | 15 gen.      |

| andata (2ª) | andata (2ª) | 2ª giornata                | ritorno (9ª) | ritorno (9ª) |
|             |             |                            |              |              |
| 2 ott.      | 1-0         | Etoile-Losanna             | 0-3          | 15 gen.      |
| 2 ott.      | 1-7         | Friborgo-La Chaux de Fonds | 0-3          | 28 mag.      |
| 2 ott.      | 3-0         | Servette-Montreux          | 1-1          | 18 dic.      |
| 23 ott.     | 3-6         | Ginevra-Cantonal           | 1-10         | 11 dic.      |

| andata (3ª) | andata (3ª) | 3ª giornata                | ritorno (10ª) | ritorno (10ª) |
|             |             |                            |               |               |
| 9 ott.      | 2-1         | Cantonal-Etoile            | 1-4           | 25 mag.       |
| 9 ott.      | 4-0         | Ginevra-Friborgo           | 2-2           | 26 feb.       |
| 9 ott.      | 0-1         | La Chaux de Fonds-Servette | 0-3           | 26 feb.       |
| 9 ott.      | 3-2         | Montreux-Losanna           | 0-3           | 5 mar.        |

| andata (4ª) | andata (4ª) | 4ª giornata              | ritorno (11ª) | ritorno (11ª) |
|             |             |                          |               |               |
| 16 ott.     | 1-2         | Etoile-La Chaux de Fonds | 0-3           | 21 mag.       |
| 20 nov.     | 1-1         | Montreux-Ginevra         | 3-1           | 12 mar.       |
| 27 nov.     | 1-1         | Cantonal-Servette        | 1-1           | 5 mar.        |
| 27 nov.     | 0-2         | Friborgo-Losanna         | 0-2           | 12 mar.       |

| andata (3ª) | andata (3ª) | 3ª giornata                | ritorno (10ª) | ritorno (10ª) |
|             |             |                            |               |               |
| 9 ott.      | 2-1         | Cantonal-Etoile            | 1-4           | 25 mag.       |
| 9 ott.      | 4-0         | Ginevra-Friborgo           | 2-2           | 26 feb.       |
| 9 ott.      | 0-1         | La Chaux de Fonds-Servette | 0-3           | 26 feb.       |
| 9 ott.      | 3-2         | Montreux-Losanna           | 0-3           | 5 mar.        |

| andata (4ª) | andata (4ª) | 4ª giornata              | ritorno (11ª) | ritorno (11ª) |
|             |             |                          |               |               |
| 16 ott.     | 1-2         | Etoile-La Chaux de Fonds | 0-3           | 21 mag.       |
| 20 nov.     | 1-1         | Montreux-Ginevra         | 3-1           | 12 mar.       |
| 27 nov.     | 1-1         | Cantonal-Servette        | 1-1           | 5 mar.        |
| 27 nov.     | 0-2         | Friborgo-Losanna         | 0-2           | 12 mar.       |

| andata (5ª) | andata (5ª) | 5ª giornata                | ritorno (12ª) | ritorno (12ª) |
|             |             |                            |               |               |
| 16 ott.     | 1-1         | Servette-Ginevra           | 4-1           | 15 gen.       |
| 23 ott.     | 5-1         | La Chaux de Fonds-Montreux | 0-3           | 19 mar.       |
| 20 nov.     | 1-3         | Cantonal-Losanna           | 1-2           | 18 dic.       |
| 20 nov.     | 5-1         | Etoile-Friborgo            | 1-3           | 18 dic.       |

| andata (6ª) | andata (6ª) | 6ª giornata               | ritorno (13ª) | ritorno (13ª) |
|             |             |                           |               |               |
| 23 ott.     | 1-2         | Losanna-Servette          | 0-3           | 2 apr.        |
| 30 ott.     | 2-2         | La Chaux de Fonds-Ginevra | 3-0           | 27 nov.       |
| 6 nov.      | 4-1         | Etoile-Montreux           | 0-2           | 11 dic.       |
| 4 dic.      | 1-1         | Cantonal-Friborgo         | 1-2           | 19 mar.       |

| andata (5ª) | andata (5ª) | 5ª giornata                | ritorno (12ª) | ritorno (12ª) |
|             |             |                            |               |               |
| 16 ott.     | 1-1         | Servette-Ginevra           | 4-1           | 15 gen.       |
| 23 ott.     | 5-1         | La Chaux de Fonds-Montreux | 0-3           | 19 mar.       |
| 20 nov.     | 1-3         | Cantonal-Losanna           | 1-2           | 18 dic.       |
| 20 nov.     | 5-1         | Etoile-Friborgo            | 1-3           | 18 dic.       |

| andata (6ª) | andata (6ª) | 6ª giornata               | ritorno (13ª) | ritorno (13ª) |
|             |             |                           |               |               |
| 23 ott.     | 1-2         | Losanna-Servette          | 0-3           | 2 apr.        |
| 30 ott.     | 2-2         | La Chaux de Fonds-Ginevra | 3-0           | 27 nov.       |
| 6 nov.      | 4-1         | Etoile-Montreux           | 0-2           | 11 dic.       |
| 4 dic.      | 1-1         | Cantonal-Friborgo         | 1-2           | 19 mar.       |

| \| andata (7ª) \| andata (7ª) \| 7ª giornata \| ritorno (14ª) \| ritorno (14ª) \| \| \| \| \| \| \| \| 13 nov. \| 0-3[11] \| Friborgo-Montreux \| 2-1 \| 19 feb. \| \| 13 nov. \| 3-2 \| La Chaux de Fonds-Cantonal \| 0-3[12] \| 26 feb. \| \| 13 nov. \| 1-1 \| Losanna-Ginevra \| 1-1 \| 19 mar. \| \| 13 nov. \| 2-2 \| Servette-Etoile \| 1-1 \| 7 mag. \| |             |                            |               |               |
| andata (7ª) | andata (7ª) | 7ª giornata                | ritorno (14ª) | ritorno (14ª) |
| |             |                            |               |               |
| 13 nov. | 0-3         | Friborgo-Montreux          | 2-1           | 19 feb.       |
| 13 nov. | 3-2         | La Chaux de Fonds-Cantonal | 0-3           | 26 feb.       |
| 13 nov. | 1-1         | Losanna-Ginevra            | 1-1           | 19 mar.       |
| 13 nov. | 2-2         | Servette-Etoile            | 1-1           | 7 mag.        |

| andata (7ª) | andata (7ª) | 7ª giornata                | ritorno (14ª) | ritorno (14ª) |
|             |             |                            |               |               |
| 13 nov.     | 0-3         | Friborgo-Montreux          | 2-1           | 19 feb.       |
| 13 nov.     | 3-2         | La Chaux de Fonds-Cantonal | 0-3           | 26 feb.       |
| 13 nov.     | 1-1         | Losanna-Ginevra            | 1-1           | 19 mar.       |
| 13 nov.     | 2-2         | Servette-Etoile            | 1-1           | 7 mag.        |

## Girone finale

### Classifica finale
|  | Pos. | Squadra           | Pt | G | V | N | P | GF | GS | DR |
|  | ---- | ----------------- | -- | - | - | - | - | -- | -- | -- |
|  | 1.   | Servette          | 4  | 2 | 2 | 0 | 0 | 3  | 0  | +3 |
|  | 2.   | Lucerna           | 2  | 2 | 1 | 0 | 1 | 2  | 3  | -1 |
|  | 3.   | Blue Stars Zurigo | 0  | 2 | 0 | 0 | 2 | 1  | 3  | -2 |

Legenda:

      Campione Svizzero di Serie A 1921-1922.
Note:

Due punti a vittoria, uno a pareggio, zero a sconfitta.

### Risultati
- S'incontrano le tre squadre vincitrici dei rispettivi gironi.

|          | Risultato |                   | Luogo e data            |  |
| -------- | --------- | ----------------- | ----------------------- |  |
| Servette | 1 - 0     | Blue Stars Zurigo | Berna, 28 maggio 1922   |  |
| Lucerna  | 2 - 1     | Blue Stars Zurigo | Zurigo, 18 giugno 1922  |  |
| Servette | 2 - 0     | Lucerna           | Basilea, 25 giugno 1922 |  |
|          |           |                   |                         |  |

## Spareggi retrocessione/promozione (Serie A/Serie B)

### Spareggi Zona Est
- S'incontrano la squadra di Serie A arrivata ultima nel girone e la vincente della Serie B.

|            | Risultato |            | Luogo e data               |  |
| ---------- | --------- | ---------- | -------------------------- |  |
| Lugano     | 1 - 0     | Neumünster | Lugano, 21 maggio 1922     |  |
| Neumünster | 0 - 3     | Lugano     | Neumünster, 28 maggio 1922 |  |
|            |           |            |                            |  |

### Spareggio zona centro
- S'incontrano la squadra di Serie A arrivata ultima nel girone e la vincente della Serie B.

|                   | Risultato |                   | Luogo e data            |  |
| ----------------- | --------- | ----------------- | ----------------------- |  |
| Old Boys Basilea  | 1 - 0     | Concordia Basilea | Basilea, 21 maggio 1922 |  |
| Concordia Basilea | 2 - 3     | Old Boys Basilea  | Basilea, 28 maggio 1922 |  |
|                   |           |                   |                         |  |

### Spareggio zona ovest
- S'incontrano la squadra di Serie A arrivata ultima nel girone e la vincente della Serie B.

|                | Risultato |                | Luogo e data             |  |
| -------------- | --------- | -------------- | ------------------------ |  |
| Friburgo       | 1 - 1     | Forward Morges | Friborgo, 25 giugno 1922 |  |
| Forward Morges | 0 - 0     | Friburgo       | Morges, 2 luglio 1922    |  |
|                |           |                |                          |  |

#### Spareggio
- Ulteriore spareggio per ovviare alla situazione di paritá.

|          | Risultato |                | Luogo e data           |  |
| -------- | --------- | -------------- | ---------------------- |  |
| Friburgo | 3 - 0     | Forward Morges | Ginevra, 9 luglio 1922 |  |
|          |           |                |                        |  |

## Verdetti finali
- Servette Campione di Svizzera 1921-1922.
- Old Boys e Friburgo restano in Serie A.
- Neumünster retrocesso in Serie B.
- Lugano promosso in Serie A.